# Callionymus simplicicornis
Callionymus simplicicornis är en fiskart som beskrevs av Achille Valenciennes, 1837. Callionymus simplicicornis ingår i släktet Callionymus och familjen sjökocksfiskar. Inga underarter finns listade.